# كاري براين
كاري براين (بالنرويجية البوكمول: Kåre Bryn)‏ هو دبلوماسي نرويجي، ولد في 12 مارس 1944.